# Central Railroad of New Jersey

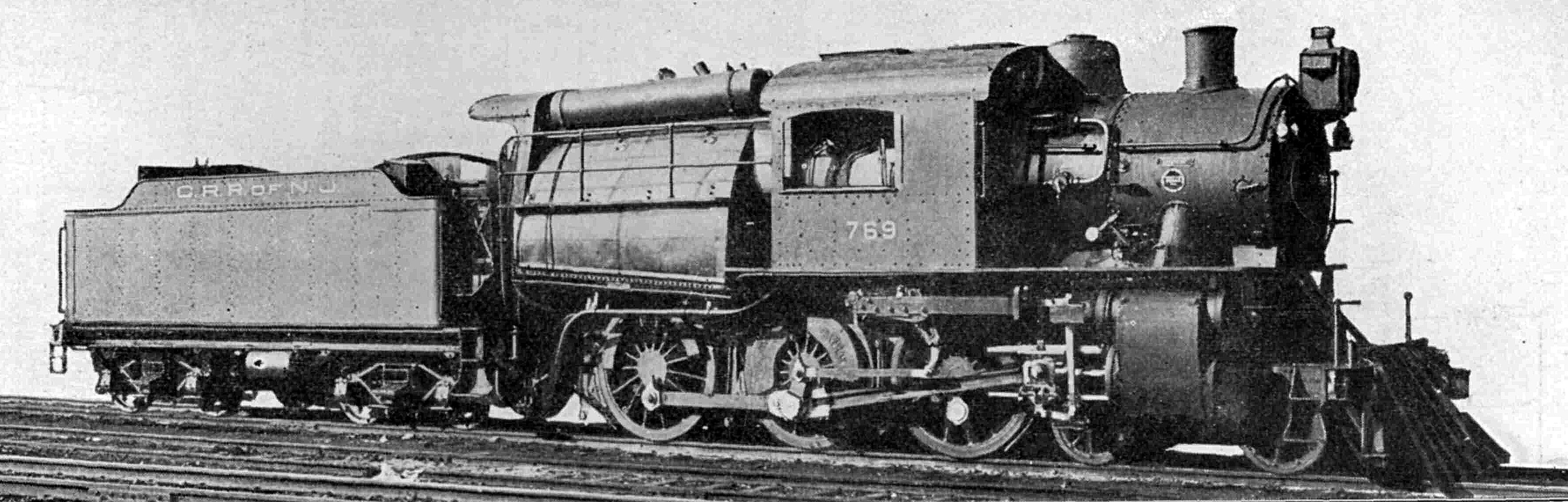
Eine 1912 für die Central Railroad of New Jersey von den Baldwin Locomotive Works gebaute Camelback (Lokomotive) L7s mit der Achsfolge 2'C.

Die Central Railroad of New Jersey, auch bekannt als Jersey Central Lines oder CNJ, war eine US-amerikanische Eisenbahngesellschaft mit Strecken in New Jersey und dem östlichen Pennsylvania. Sie existierte von 1847 bis zur Übernahme durch Conrail im Jahre 1976. Die Hauptlinie der Gesellschaft verlief von Jersey City quer durch New Jersey nach Philippsburg und anschließend über den Delaware River nach Pennsylvania. In Pennsylvania führte sie weiter über Allentown und Wilkes-Barre nach Scranton. Von Jersey City aus gab es außerdem eine Nord-Süd-Verbindung über Red Bank und Lakehurst nach Bridgeton im Süden des Bundesstaats New Jersey.

## Geschichte
Der Ursprung der CNJ geht auf das Jahr 1831 zurück. In jenem Jahr wurde die Elizabeth and Somerville Railroad gegründet, die 1836 eine Verbindung von Elizabethport nach Elizabeth eröffnete. 1839 wurde diese Strecke von Pferde- auf Dampfbetrieb umgestellt und Anfang 1842 westwärts nach Somerville erweitert. 1847 wurde die Somerville and Easton Railroad gegründet, die zwei Jahre später die Elizabeth & Somerville Railroad übernahm und ihren Namen in Central Railroad of New Jersey umänderte. 1852 erreichte die Gesellschaft Phillipsburg am Ostufer des Delaware River. Am 29. Juli 1864 wurde die Strecke von Elizabeth ostwärts nach Jersey City erweitert. Am 7. Juni 1872 folgte der Newark Branch von Elizabethport nach Newark. Die Strecke in Pennsylvania wurde 1866 von der Lehigh and Susquehanna Railroad (L&S) bis Wilkes-Barre fertiggestellt. 1871 pachtete die CNJ diese Bahn. Die Fortsetzung nach Scranton wurde 1888 von der Wilkes Barre and Scranton Railroad, einer Tochtergesellschaft der L&S, fertiggestellt. Zwischen 1883 und 1887 befand sich die CNJ durch einen Pachtvertrag unter der Kontrolle der Philadelphia & Reading, einer Vorgängergesellschaft der Reading Company. 1887 erhielt sie ihre Unabhängigkeit zurück, jedoch besaß ab 1901 die Reading Company die Aktienmehrheit.
Zwischen 1946 und 1952 betrieb die CNJ ihre Strecken in Pennsylvania als Central Railroad of Pennsylvania, um die hohe Besteuerung des Staates New Jersey zu umgehen. Im Güter-, besonders im Kohleverkehr, führte die CNJ lange Zeit einen Konkurrenzkampf mit der zwischen Jersey City und Wilkes-Barre parallel verlaufenden Lehigh Valley Railroad. Nach dem Zweiten Weltkrieg geriet die besonders im Pendler- und regionalen Güterverkehr tätige Gesellschaft in wirtschaftliche Schwierigkeiten und musste schließlich 1967 Konkurs anmelden. Am 1. April 1976 wurde sie von Conrail übernommen. Die für den Reisezugverkehr bedeutsamen Gleise wurden von 1966 bis 1982 von der Nahverkehrsgesellschaft New Jersey Transit gekauft und seitdem von Nahverkehrszügen genutzt.
Siehe auch: Liste nordamerikanischer Eisenbahngesellschaften